# Emmotum
Emmotum, biljni rod dvosupnica iz porodice Metteniusaceae smješten u tribus Metteniusoideae. Sastoji se od 13 vrsta drveća iz tropske južne Amerike
Rod je opisan u Prodromus Plantarum Indiae Occidentalis 29. 1825.

## Vrste
1. Emmotum acuminatum (Benth.) Miers
2. Emmotum affine Miers
3. Emmotum amazonicum Duno & Carnevali
4. Emmotum celiae R.A.Howard
5. Emmotum conjunctum R.A.Howard
6. Emmotum fagifolium Desv.
7. Emmotum floribundum R.A.Howard
8. Emmotum fulvum R.A.Howard
9. Emmotum glabrum Benth. ex Miers
10. Emmotum harleyi R.Duno
11. Emmotum nitens (Benth.) Miers
12. Emmotum orbiculatum (Benth.) Miers
13. Emmotum yapacanum R.A.Howard

## Sinonimi
- Pogopetalum Benth.; Proc. Linn. Soc. 1: 87 (1840), et in Trans. Linn. Soc. 18: 684. t. 42 (1841)
- Schnizleinia Mart. ex Engl.; Fl. Bras. (Mart.) 12: II. 46 (1872)